# Scarlatti (krater)
Scarlatti är en nedslagskrater på planeten Merkurius, med en diameter på ungefär 132 kilometer.
1979 uppkallades kratern efter tonsättarna Alessandro och Domenico Scarlatti.